# Kauai-akialoa
De kauai-akialoa (Akialoa stejnegeri synoniemen: Hemignathus ellisianus stejnegeri en Hemignathus procerus) is een uitgestorven zangvogel uit de familie Fringillidae (vinkachtigen). De vogel was endemisch op het eiland Kauai, Hawaii en stierf uit in de 20e eeuw als gevolg van geïntroduceerde vogelziekten en verlies van leefgebied.

## Kenmerken
De Kauai-akialoa was ongeveer zeven en een halve inch lang en had een zeer lange naar beneden gebogen snavel, die een derde van zijn lengte besloeg. De volwassen mannetjes waren aan de bovenzijde helder olijfgeel en aan de onderzijde geel. De keel, borst en flanken van het lichaam waren olijfgeel. De vrouwtjes waren echter van boven groengrijs en hadden een kortere snavel.

## Verspreiding en leefgebied
De Kauai-akialoa werd verondersteld te hebben geleefd in ofwel tropische laaglanden of vochtige bergbossen boven 350 m boven zeeniveau, maar werd vaak waargenomen terwijl hij naar de lagere delen van het eiland vloog. De kauai-akialoa is sinds 1969 - ondanks zorgvuldig veldonderzoek- niet meer waargenomen op het Hawaiiaanse eiland Kauai. Het was de (onder)soort die zich het langst wist te handhaven. Men veronderstelt dat deze vinken uitstierven door habitatverlies en geïmporteerde infectieziekten, verder speelden mogelijk ingevoerde predatoren en tropische stormen een negatieve rol.

## Uitsterven
De Kauai-akialoa was, net als alle andere akialoa-ondersoorten (nu allemaal verheven tot soorten), zeldzaam, zelfs toen het voor het eerst werd ontdekt in de 18e eeuw. Volgens fossielen is hun aantal in het begin van de 20e eeuw extreem gedaald. Veel mensen geloven dat de frequente avonturen van de vogel naar lagere hoogten hun ondergang werden, mogelijk als gevolg van een vogelziekte op lage hoogte. Een invasieve soort mug, de mogelijke ziektevector die leidde tot de ondergang van de Kauai-akialoa, werd voor het eerst geïntroduceerd via walvisschepen in 1826. De insecten hadden de neiging om de voorkeur te geven aan lage ligging, vochtige omgevingen en seizoensgebonden warme temperaturen, de omstandigheden waarin Kauai-akialoa werden gevonden. Deze muggen droegen een type malaria bij zich dat een meerderheid van de Kauai-akialoa infecteerde en doodde, waardoor de langzame ondergang van de soort begon, evenals vele andere Hawaïaanse soorten.
De laatste gedocumenteerde Kauai-akialoa werd gezien in 1967. Akialoa was ooit bekend op alle andere grotere Hawaïaanse eilanden, maar de Kauai-soort leek de rest te hebben overleefd. Helaas vrezen wetenschappers dat zelfs deze vogel mogelijk is uitgestorven. Omdat deze vogels zo zeldzaam waren, is er niet veel bekend over hun levensgeschiedenis.
Veranderingen in ecosystemen op lage hoogte veroorzaakten de ondergang van veel, zo niet alle grote bosvogels op Kauai. Deze veranderingen begonnen toen de eerste Polynesiërs zich op het eiland vestigden en een deel van het bouwland kapten en vrijmaakten voor gewassen. Met nieuwe kolonisten kwamen invasieve planten en dieren de Hawaiiaanse eilanden binnen. Tegenwoordig is slechts ongeveer 160 km² van Kauai niet drastisch veranderd. Veel vogelziekten en parasieten vormen ook een grote bedreiging voor de bosvogels van Hawaï. Dramatische bosbranden op de eilanden veroorzaakten in het verleden verdere vernietiging van leefgebieden voor de Kauai-akialoa.

## Taxonomie
De vogel werd eerder beschouwd als ondersoort van de oahu-akialoa (Akialoa ellisiana) en als soort uit het geslacht Hemignathus.

## Inspanningen tot behoud
De Forest Reserve Act van 1903 is opgericht om de bossen en rivierstroomgebieden op het eiland te beschermen. In 1907 keurde de Hawaïaanse territoriale wetgever een wet goed om alle inheemse neerstrijkende vogels te beschermen. In 1964 publiceerden de twee wetenschappers F. Richardson en J. Bowles een overzicht van de vogels van Kauai en lieten de wereld kennismaken met het kwetsbare bestaan van deze prachtige vogels.
De Kauai-akialoa werd in 1967 geregistreerd als een bedreigde diersoort onder de federale Endangered Species Act. De dienst begon met vogelonderzoeken op Kauai van 1968 tot 1973. Uitvoerig werk aan de puaiohi, een andere zeldzame bosvogel van Kauai, heeft niet geleid tot waarnemingen van de Kauai-akialoa. In september 2021 stelde de United States Fish and Wildlife Service voor om de Kauai-akialoa als uitgestorven te verklaren, in navolging van de IUCN.